# Bad Hair Day
Bad Hair Day è il nono album del cantante statunitense "Weird Al" Yankovic edito nel 1996.

## Tracce
1. Amish Paradise (parodia di Gangsta's Paradise, di Coolio) - 3:20
2. Everything You Know Is Wrong - 3:48
3. Cavity Search (parodia di Hold Me, Thrill Me, Kiss Me, Kill Me, degli U2) - 4:19
4. Callin' in Sick - 3:40
5. The Alternative Polka - 4:50
6. Since You've Benn Gone - 1:22
7. Gump (parodia di Lump, dei The Presidents of the United States of America) - 2:10
8. I'm So Sick of You - 3:26
9. Syndacated Inc. (parodia di Misery, dei Soul Asylum) - 3:54
10. I Remember Larry - 3:56
11. Phony Calls (parodia di Waterfalls, dei TLC) - 3:22
12. The Night Santa Went Crazy - 4:03

## Musicisti
- "Weird Al" Yankovic - fisarmonica, tastiera, cantante
- Hank Azaria - voce di Boe Szyslak
- Nancy Cartwright - voce di Bart Simpson
- Gary Herbig - sassofono basso
- Steve Jay - basso, coro
- Tommy Johnson - tuba
- Warren Loening - tromba
- Joel Peskin - clarinetto
- Lisa Popeil - coro
- Jim West - chitarra, coro
- Rubén Valtierra - tastiera
- Jon "Bermuda" Schwartz - batteria